# Palor
Palor ist eine Sprache, die im Senegal gesprochen wird.
Gemeinsam mit den Sprachen Lehar, dem Saafi, dem Noon und dem Ndut ist sie Teil der Cangin-Sprachen innerhalb der Nord-Gruppe der westatlantischen Sprachen aus der Niger-Kongo-Sprachfamilie.
Andere Namen sind Falor, Palar, Paloor, Sili, Sili-Sili und Waro.

## Verbreitung
Bei der Volkszählung im Jahre 2002 belief sich die Zahl der Sprecher auf 9.680. 
Man zählte jene vor allem im zentralen Westen des Landes, im Westen sowie im Südwesten von Thiès.

## Charakteristik
Die Sprache, mit der das Palor die stärksten Ähnlichkeiten aufweist, ist das Ndut.